# Андексская династия
Андексская династия (нем. Andechser) — немецкий владетельный род, доминировавший на юго-востоке Священной Римской империи во второй половине XII—начале XIII века. Получил название по родовому замку Андекс в Баварии.
Представители Андексской династии владели обширными землями в Верхней Баварии, Франконии, Тироле, занимали престолы маркграфства Истрия (1171—1230), патриархата Аквилеи (1218—1251), герцогства Меранского (1180—1248) и пфальцграфства Бургундского (1208—1248).

## Происхождение
Происхождение рода Андексов до конца не установлено. Согласно одной из версий, их предком был Бертольд II, граф Диссен (ум. 1060), внук Бертольда I (ум. 960), пфальцграфа Баварского из дома Луитпольдингов. По другой легенде, первые графы Андексские вели происхождение от карантанских правителей Истрии из дома Рапото. Ещё одна теория выводит родословие Андексов от графа Рассо, правившего в Верхней Баварии в середине X века.
В самом начале XII века большая часть Верхней Баварии вдоль рек Амтер, Изар и Инн входила в состав графства Диссен, центром которого был одноимённый замок к юго-востоку от озера Аммерзее. В 1132 году замок Диссен был передан церкви, а само графство примерно в это же время было разделено между двумя братьями — Оттоном II, унаследовавшим восточные области с центром в Вольфратсхаузене, и Бертольдом II, который избрал своей резиденцией Андекс и стал основателем линии Диссен-Андекс.

## Графы Диссен-Андекс

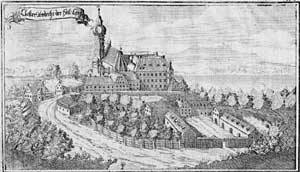
Андекс на гравюре 1687 года

Благодаря своему браку с наследницей рода Формбах, Бертольд II стал обладателем обширных земельных владений в Восточной Франконии (будущий Верхний Пфальц). Первая жена Бертольда II происходила из рода маркграфов Истрии, что дало возможность его сыновьям выдвинуть претензии на это княжество. Старший сын Бертольда граф Поппо скончался в 1148 году в Константинополе во время крестового похода в Святую землю. Его младший брат Отто стал в 1165 году епископом Бриксена, а в 1177 году епископом Бамберга. Он играл значительную роль в борьбе между императором Священной Римской империи и папой римским и за свою поддержку императора Фридриха I получил титул герцога Франконии.
После смерти Бертольда II в 1151 году его владения унаследовал средний сын графа Бертольд III (1122—1188). В 1177 году, после смерти маркграфа Истрии из династии Спанхеймов, Бертольд III присоединил Истрию и земли в Крайне к своим владениям, став таким образом одним из наиболее влиятельных феодалов юго-восточных границ империи.

## Герцоги Меранские

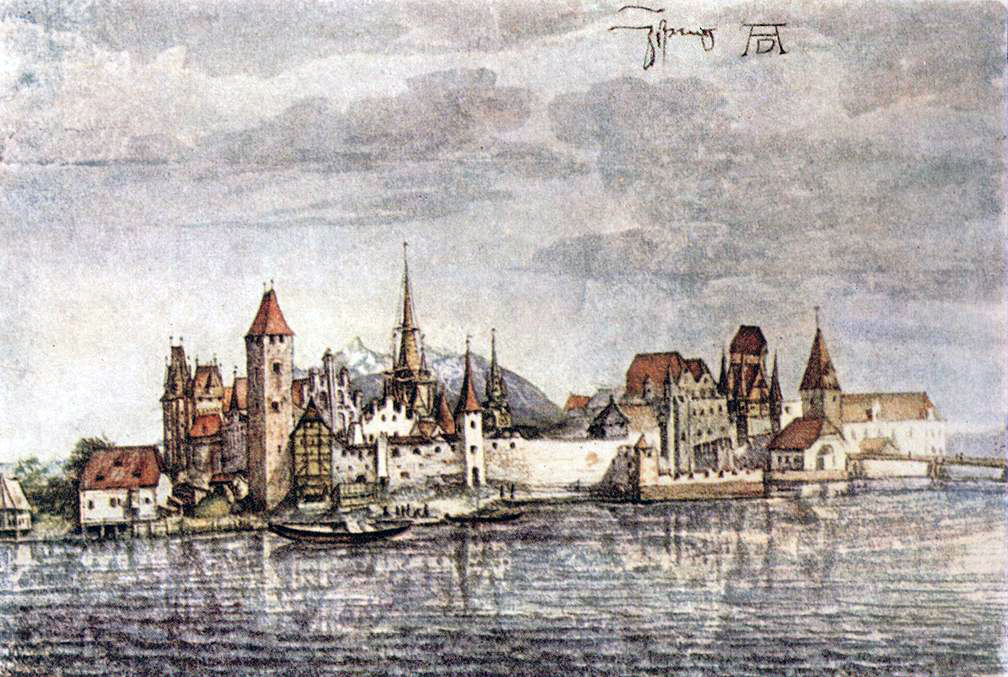
Инсбрук — город, основанный последним герцогом Меранским из Андексского дома. Зарисовка А. Дюрера.

Сын и наследник маркграфа Бертольда Бертольд IV (1153—1204) получил в 1180/1183 году титул герцога Меранского (от нем. Meer — море) с землями вокруг приморского города Риека. Объединив под своей властью огромные территории от Истрии до Франконии Бертольд IV стал центральной фигурой в политической жизни южной Германии на рубеже XII—XIII веков. При нём Андексская династия достигла своего зенита. Бертольд IV был одним из ближайших соратников императора Генриха VI, участвовал в его вторжениях в Италию и Третьем крестовом походе. Среди восьми детей герцога Бертольда — Агнесса Меранская, королева Франции, жена Филипп II Августа; Гертруда, королева Венгрии; святая Ядвига; Экберт, епископ Бамберга, и Бертольд V, патриарх Аквилеи.
Старший сын Бертольда IV Оттон I (ум. в 1234 году) унаследовал в 1204 году владения своего отца, а, женившись в 1208 году на Беатрис Гогенштауфен, наследнице пфальцграфства Бургундского, присоединил к своим владениям Франш-Конте. Но в том же году Оттон и его брат Генрих приняли участие в организации убийства германского короля Филиппа Швабского, за что были преданы опале и потеряли Истрию. Лишь в 1215 году истрийские владения были возвращены Оттону I. В период правления Оттона центр Меранского герцогства переместился в Тироль, где в 1234 году был основан новый город Инсбрук, вскоре ставший административным центром этой области.

## Конец династии
Сын и наследник Оттона I Оттон II (1218—1248) столкнулся со значительными проблемами в своих владениях в Бургундии и Франконии, на которые выдвигали претензии соседние государства. В Тироле ему противостояли епископы Бриксена и Трента, что вынудило герцога пойти на династический союз с небольшим Тирольским графством, заключив в 1234 году соглашение о совместных действиях против епископов и наследовании владений Оттона графами Тироля.
Оттон II не имел детей и с его смертью в 1248 году мужская линия Андексской династии прекратилась. Владения герцогов Меранских были разделены между дальними родственниками Андексов: Истрия отошла к патриарху Аквилейскому, северо-тирольские земли с Инсбруком — графам Тироля, Кобург — графам Геннеберга, Восточная Франкония — графам Орламюнде, Верхняя Бавария — герцогам Баварии из дома Виттельсбахов, Крайна — герцогам Каринтии, Лихтенфельс был присоединён к епископству Бамберг, а Франш-Контэ вновь стало независимым под властью сестры Оттона II Адельгейды.
Андексской династии не удалось создать прочное государственное образование из своих владений, разбросанных по всей юго-восточной Германии. Это смогли достичь их преемники, округлившие свои земли за счет бывших владений Андексов, — Виттельсбахи и графы Тирольские. Тем не менее правление герцогов Меранских оставило заметный след в истории региона. На их время пришлось начало бурного развития Тироля и пик экономического и политического влияния Истрии.

## Список графов Андексских и герцогов Меранских
| Правитель         | Годы правления | Титулы                                                                      |
| ----------------- | -------------- | --------------------------------------------------------------------------- |
| Графы Андексские  |                |                                                                             |
| Бертольд II       | 1130-е—1151    | граф Диссена, Плассенберга (Восточная Франкония) и Штейна (Крайна)          |
| Бертольд III      | 1151—1188      | маркграф Истрии (c 1177), граф Плассенберга и Крайны                        |
| Герцоги Меранские |                |                                                                             |
| Бертольд IV       | 1180—1204      | маркграф Истрии и Крайны, граф Плассенберга и Андекса                       |
| Оттон I           | 1204—1234      | пфальцграф Бургундии (c 1231), граф Плассенберга и Андекса                  |
| Генрих VI         | 1204—1208      | маркграф Истрии и Крайны                                                    |
| Оттон II          | 1234—1248      | пфальцграф Бургундии, маркграф Истрии и Крайны, граф Плассенберга и Андекса |